# Honesty (canción de Billy Joel)
«Honesty» (en español: —«Honestidad»—) es una canción compuesta y escrita por Billy Joel.

## Recepción
En 1979, Cash Box la llamó «una balada provocativa y melódica llena de palabras y significados» con acordes de piano y tambores «enfáticos». También dijo que «las cuerdas de fondo endulzan la emoción». Por su parte, Record World la llamó una «gran balada con la sensible voz de Joel y su estilo al piano».

## Lista de canciones
| 7"  |                          |          |  |
| N.º | Título                   | Duración |  |
| 1.  | «Honesty»                | 3:53     |  |
| 2.  | «The Mexican Connection» | 3:38     |  |

| 7" / CBS 7150 |                 |          |  |
| N.º           | Título          | Duración |  |
| 1.            | «Honesty»       | 3:53     |  |
| 2.            | «Root Beer Rag» | 2:59     |  |

| Sencillo CBS |           |          |  |
| N.º          | Título    | Duración |  |
| 1.           | «Honesty» |          |  |
| 2.           | «My Life» |          |  |

## Créditos y personal
- Billy Joel – composición, voz y piano acústico.
- David Spinozza – guitarra acústica.
- Doug Stegmeyer – bajo eléctrico.
- Liberty DeVitto – batería.
- Robert Freedman – orquestaciones de trompa y cuerdas.
- Phil Ramone – producción.